# Colin Barnett
Colin Barnett (Nedlands, 15 juli 1950) was de negenentwintigste premier van West-Australië.

## Vroege jaren
Barnett werd geboren in 1950 in West-Australië. Zijn vader was James Henry Barnett, een klerk, en zijn moeder Coralie Cross. Barnett liep school aan de 'Nedlands Primary School' en de 'Hollywood Senior High School'. Hij behaalde aan de Universiteit van West-Australië met onderscheiding een bachelor in economie en vervolgens een master.
Van 1970 tot 1973 liep hij als student stage bij het Australian Bureau of Statistics. Van 1973 tot 1975 was hij er onderzoeksbeambte in stage. Barnett doceerde van 1975 tot 1982 aan de 'School of Economics and Finance' van het 'Western Australian Institute of Technology' ('Curtin University of Technology'). In 1982 werd hij naar de 'WA Confederation of Industry' gedetacheerd en werkte er tot 1985 als econoom. Van 1985 tot 1990 was Barnett uitvoerend directeur van de 'WA Chamber of Commerce'.

## Politieke carrière
Op 11 augustus 1990 werd Barnett voor de 'Liberal Party' voor het kiesdistrict Cottesloe in het West-Australische lagerhuis verkozen. Hij zou nog zeven maal herverkozen worden en in 2018 zelf opstappen.
Van 1992 tot 1993 was Barnett vice-oppositieleider en schaduwminister. Van 1993 tot 2001, onder premier Richard Court, was Barnett op verschillende tijdstippen over verschillende bevoegdheden minister. Hij was in die periode ook leider van het lagerhuis.
Barnett was als minister verantwoordelijk voor de bouw van de elektriciteitscentrale van Collie, de bouw van de 'Goldfields Gas Pipeline' en de privatisering van de 'Alinta Gas' en de 'Dampier - Bunbury' gaspijpleidingen. Hij onderhandelde verscheidene grote contracten over de 'North West Shelf' en met de Rio Tinto Group en BHP over het West-Australische ijzererts. Barnett opende het zoutwinningsproject nabij Onslow.
In 2001 won labor de verkiezingen en Barnett werd oppositieleider. Hij bleef oppositieleider en schaduwminister tot hij in 2005 een verkiezingsnederlaag leed en werd vervangen. In 2008 stapte de door schandalen geplaagde Troy Buswell als oppositieleider op en werd Barnett, nadat hij eerder zijn vertrek uit de politiek had aangekondigd, terug tot oppositieleider verkozen.
Op 23 september 2008 werd Barnett premier van West-Australië. Hij zou premier blijven tot 17 maart 2017 en daar bovenop op verschillende tijdstippen verschillende ministeriële bevoegdheden uitoefenen. Barnett kreeg als premier van het exportgerichte West-Australië onmiddellijk te maken met de wereldwijde economische recessie ten gevolge de kredietcrisis. Hij redde Chevrons 'Gorgon LNG'-project en startte een enorme investeringen in Perths infrastructuur. Doordat China daarenboven belangrijke fiscale stimulusmaatregelen nam, was er in West-Australië geen sprake van een recessie. Het ging het een periode van hoogconjunctuur in.
Op maatschappelijk gebied onderhandelde Barnett een native title-eis over Perth en legde 'Yagan Square' aan. Hij investeerde zwaar in de gehandicaptenzorg en ziekenhuizen. Barnett richtte Australiës grootste nationaal park op in de regio Kimberley. In Perth werd het 'Elizabeth Quay'-project ontwikkeld. De introductie van GGO-gewassen vond onder Barnett plaats. Hij stelde de overheveling van het openbaar onderwijs naar het federale niveau uit.
Barnett had West-Australië echter met een ongeziene schuldenberg opgezadeld. In 2017 leidde zijn regering een zware verkiezingsnederlaag. Barnett gaf zijn ontslag als partijleider. Op 5 februari 2018 gaf hij zijn ontslag uit het lagerhuis. Barnetts opvolger, premier Mark McGowan, startte een onderzoek naar 26 projecten die onder zijn voorganger plaatsvonden.

## Erkenning
In 2003 werd Barnett de Centenary of Federation Medal toegekend.
- Gemeinsame Normdatei: 170199010
- Virtual International Authority File: 243607953
- WorldCat: E39PBJf4bv6BkMFK3brgmw6xjC